# EuroCoupe féminine de basket-ball
L’EuroCoupe féminine (EuroCup Women) est une compétition annuelle de basket-ball féminin créée en 2002. Organisée par la FIBA Europe, c’est la seconde et dernière compétition interclubs en importance dans la hiérarchie des coupes d’Europe, après l’EuroLigue.
Elle succède à la Coupe Ronchetti, dont elle est l’exact équivalent.

## Système de compétition
Sur le modèle de l’Euroligue, l’Eurocoupe adopta le système d’un Final Four pour désigner son vainqueur. En cours depuis sa création en 2003 jusqu’à 2005, il est abandonné en 2006. On revient alors à la formule classique de la Coupe d’Europe Ronchetti, c’est-à-dire à une finale en deux matches aller-retour.
Depuis l’édition 2016, quatre clubs d’Euroligue (classés 5e et 6e de leur groupe de saison régulière) sont reversés en Eurocoupe, entrant en lice au stade des quarts de finale de la compétition.

## Identité visuelle

Logo de la saison 2014-2015 à la saison 2022-2023.
Logo depuis la saison 2023-2024.

## Palmarès
| Année | Lieu (Final Four)                                                                       | Vainqueur                                                                               | Finaliste                                                                               | Score                                                                                   |
| ----- | --------------------------------------------------------------------------------------- | --------------------------------------------------------------------------------------- | --------------------------------------------------------------------------------------- | --------------------------------------------------------------------------------------- |
| 2003  | Samara                                                                                  | Aix-en-Provence (1)                                                                     | Caja Rural Las Palmas                                                                   | 80–71                                                                                   |
| 2004  | Istanbul                                                                                | BZ Saint-Pétersbourg (1)                                                                | Szolnoki MÁV Coop                                                                       | 68–64                                                                                   |
| 2005  | Naples                                                                                  | Phard Naples (1)                                                                        | Fenerbahçe SK Istanbul                                                                  | 53–45                                                                                   |
| 2006  | Finale au format aller-retour                                                           | Spartak Moscou (1)                                                                      | Aix-en-Provence                                                                         | 152–131 80–*65, *72–66                                                                  |
| 2007  | Finale au format aller-retour                                                           | Dynamo Moscou (1)                                                                       | CA Faenza                                                                               | 150–117 74–*61, *76–56                                                                  |
| 2008  | Finale au format aller-retour                                                           | Famila Schio (1)                                                                        | BK Moscou                                                                               | 165–136 *87–67, 78–*69                                                                  |
| 2009  | Finale au format aller-retour                                                           | Galatasaray SK Istanbul (1)                                                             | Tarente CB                                                                              | 137–128 55–*67, *82–61                                                                  |
| 2010  | Finale au format aller-retour                                                           | Athinaïkós Výronas (1)                                                                  | Nadejda Orenbourg                                                                       | 118–114 65–*57, *53–57                                                                  |
| 2011  | Finale au format aller-retour                                                           | Elitzur Ramla (1)                                                                       | Arras Pays d’Artois BF                                                                  | 122–114 *61–61, 61–*53                                                                  |
| 2012  | Finale au format aller-retour                                                           | Dynamo Koursk (1)                                                                       | Kayseri Kaski S.K.                                                                      | 130–121 55–*69, *75–52                                                                  |
| 2013  | Finale au format aller-retour                                                           | Dynamo Moscou (2)                                                                       | Kayseri Kaski S.K.                                                                      | 136–135 *66–61, 70–*74                                                                  |
| 2014  | Finale au format aller-retour                                                           | Dynamo Moscou (3)                                                                       | Dynamo Koursk                                                                           | 158–150 *97–65, 61–*85                                                                  |
| 2015  | Finale au format aller-retour                                                           | ESB Villeneuve-d’Ascq LM (1)                                                            | Castors Braine                                                                          | 137–121 *64–68, 73–*53                                                                  |
| 2016  | Finale au format aller-retour                                                           | Tango Bourges BasketEL (1)                                                              | ESB Villeneuve-d’Ascq LMEL                                                              | 105–93 51–*40, *54–53                                                                   |
| 2017  | Finale au format aller-retour                                                           | Université du Proche-Orient (1)                                                         | AGÜ Kayseri                                                                             | 136–127 73–*69, *63–58                                                                  |
| 2018  | Finale au format aller-retour                                                           | Galatasaray SK IstanbulEL (2)                                                           | Reyer Venise-Mestre                                                                     | 155–140 *90–68, 65–*72                                                                  |
| 2019  | Finale au format aller-retour                                                           | Nadejda OrenbourgEL (1)                                                                 | Basket Lattes-Montpellier                                                               | 146–132 *71–75, 75–*57                                                                  |
| 2020  | Compétition annulée au stade des quarts de finale en raison de la pandémie de Covid-19. | Compétition annulée au stade des quarts de finale en raison de la pandémie de Covid-19. | Compétition annulée au stade des quarts de finale en raison de la pandémie de Covid-19. | Compétition annulée au stade des quarts de finale en raison de la pandémie de Covid-19. |
| 2021  | Szekszárd                                                                               | Valence Basket (1)                                                                      | Reyer Venise-Mestre                                                                     | 82–81                                                                                   |
| 2022  | Bourges                                                                                 | Tango Bourges Basket (2)                                                                | Reyer Venise-MestreEL                                                                   | 74–38                                                                                   |
| 2023  | Finale au format aller-retour                                                           | LDLC ASVEL féminin (1)                                                                  | Galatasaray SK Istanbul                                                                 | 180–113 *95–56, 85–*57                                                                  |
| 2024  | Finale au format aller-retour                                                           | Lions de Londres (1)                                                                    | Beşiktaş JK Istanbul                                                                    | 149–145 68–*75, *81–70                                                                  |
| 2025  | Finale au format aller-retour                                                           | ESB Villeneuve-d’Ascq LMEL (2)                                                          | Universitario de Ferrol                                                                 | 162–145 78–*75, *84–70                                                                  |
| 2026  | Finale au format aller-retour                                                           | - (-)                                                                                   | -                                                                                       | ???–??? ??–*??, *??–??                                                                  |

Dans le cas d’une finale à deux manches jouées chez chacun des finalistes, * précède le score de l’équipe jouant à domicile.

EL indique les équipes reversées de l’Euroligue.

## Bilan

### Titres par pays
| Rang | Pays        | Titres | Finales perdues | Finales disputées |
| ---- | ----------- | ------ | --------------- | ----------------- |
| 1    | Russie      | 7      | 3               | 10                |
| 2    | France      | 6      | 4               | 10                |
| 3    | Turquie     | 3      | 6               | 9                 |
| 4    | Italie      | 2      | 4               | 7                 |
| 5    | Espagne     | 1      | 2               | 3                 |
| 6    | Grèce       | 1      | 0               | 1                 |
| 6    | Israël      | 1      | 0               | 1                 |
| 6    | Royaume-Uni | 1      | 0               | 1                 |
| 9    | Hongrie     | 0      | 1               | 1                 |
| 9    | Belgique    | 0      | 1               | 1                 |

### Titres par club
| Rang | Club                                 | Pays        | Titres | Finales perdues | Finales disputées |
| ---- | ------------------------------------ | ----------- | ------ | --------------- | ----------------- |
| 1    | Dynamo Moscou                        | Russie      | 3      | 0               | 3                 |
| 2    | ESB Villeneuve-d’Ascq LM             | France      | 2      | 1               | 3                 |
| 3    | Galatasaray SK Istanbul              | Turquie     | 2      | 0               | 2                 |
| 3    | Tango Bourges Basket                 | France      | 2      | 0               | 2                 |
| 4    | Aix-en-Provence                      | France      | 1      | 1               | 2                 |
| 4    | Dynamo Koursk                        | Russie      | 1      | 1               | 2                 |
| 4    | Nadejda Orenbourg                    | Russie      | 1      | 1               | 2                 |
| 8    | Famila Schio                         | Italie      | 1      | 0               | 1                 |
| 8    | Spartak Moscou                       | Russie      | 1      | 0               | 1                 |
| 8    | Phard Napoli                         | Italie      | 1      | 0               | 1                 |
| 8    | Baltiyskaia Zvezda Saint-Pétersbourg | Russie      | 1      | 0               | 1                 |
| 8    | Athinaïkós Výronas                   | Grèce       | 1      | 0               | 1                 |
| 8    | Elitzur Ramla                        | Israël      | 1      | 0               | 1                 |
| 8    | Université du Proche-Orient          | Turquie     | 1      | 0               | 1                 |
| 8    | Valence Basket Club                  | Espagne     | 1      | 0               | 1                 |
| 8    | LDLC ASVEL féminin                   | France      | 1      | 0               | 1                 |
| 8    | Lions de Londres                     | Royaume-Uni | 1      | 0               | 1                 |

### Titres par coupe d’origine
| Rang | Coupe d’origine                                   | Titres | Finales perdues | Finales disputées |
| ---- | ------------------------------------------------- | ------ | --------------- | ----------------- |
| 1    | Clubs d’Eurocoupe                                 | 18     | 19              | 37                |
| 2    | Clubs reversés de la saison régulière d’Euroligue | 4      | 2               | 6                 |